# Нордијци
Нордијци су били сјеверногерманска етно-лингвистичка скупина из раног средњег вијека, која је говорила старонордијским језиком. Језик је припадао сјеверном огранку германских језика и претходник је савремених германских језика Скандинавије. Током касног 8. вијека, Нордијци су започели велику експанзију у свим правцима, што је означило почетак викиншког доба. У англофоним научним дјелима од 19. вијека, нордијски поморски трговци, досељеници и ратнице се често називају Викинзима. Идентитет Нордијаца изведен је у њихове савремене потомаке, Данце, Исланђане, Ферјарце, Норвежане и Швеђане, који данас углавном користе назив ’Скандинавци’ него Нордијци.